# Bartomeu Font i Tous
Bartomeu Font i Tous (Llucmajor, Mallorca, 1963 - Sa Ràpita, Campos, Mallorca, 2016) fou un topògraf mallorquí.
Descendent d'una nissaga de canadors, Font estudià l'ensenyament secundari a l'INB Maria Antònia Salvà (avui IES Llucmajor) i realitzà els estudis d'enginyeria tècnica de topografia a la Universitat d'Extremadura, a Mèrida. Fou becat pel Port de Bilbao el 1988 i presentà el projecte de final de carrera sobre la cartografia urbana de Randa el 1990. Fou cofundador de l'Obra Cultural Balear a Llucmajor.
De retorn a Llucmajor obrí un despatx de topografia. El 1994 dibuixà els carrers dels nuclis urbans de Llucmajor. El 1997 aprovà les oposicions de topògraf de l'Ajuntament de Manacor, on contribuí a la digitalització dels plànols històrics de Pere d'Alcàntara Penya. El 2000 dibuixà el mapa del terme municipal de Llucmajor a escala 1/30000, coincidint amb els actes del 700 aniversari de la fundació de la vila de Llucmajor. L'any 2007 dibuixà el mapa topogràfic del terme municipal de Manacor a escala 1/40000. El 2008 participà en la II Jornada d'Informació Geogràfica de Palma, amb la ponència La informació geogràfica de Manacor a la web. És autor de la planimetria del llibre Recull de barraques i casetes de Llucmajor de Miquela Sacarès.
El 2012 fou pregoner municipal amb el pregó Llucmajor: topografia i cartografia. En memòria de Miquel Font i Oliver, que fou publicat el 2013 per l'Ajuntament de Llucmajor.